# Supercoppa italiana 2009 (beach soccer)
La Supercoppa italiana 2009 si è disputata il 13 agosto 2009 a Ostia. È stata la sesta edizione di questo trofeo ed è stato vinto dal Catania per la terza volta.

## Partecipanti
| Squadre                 | Qualificazione                    |
| ----------------------- | --------------------------------- |
| Catania                 | Vincitore della Serie A 2008      |
| Coil Lignano Sabbiadoro | Vincitore della Coppa Italia 2008 |

## Tabellino
| Arbitro: | Caruso e Pungitore (Lanciano e Reggio Calabria) |

|                                                                                                 |            |                                                                                   |
|                                                                                                 | Marcatori  | 2tt’ Stankovic                                                                    |
| · Fabro · Torres · Sguazzin · Buso · Esposito · Sousa · Ze Maria · Panfili · Longo · Del Mestre | Formazioni | Bua Juninho Platania Tedeschi Mo Jaggy Bosco D. Stankovic Mosca Condorelli Caruso |
| Della Negra                                                                                     | Allenatori | Bosco G.                                                                          |